# 小尼莫
《小尼莫》（英語：Little Nemo），又名《温瑟·麦凯，纽约先驱报著名漫画家和他会动的漫画》（英語：Winsor McCay, the Famous Cartoonist of the N.Y. Herald and His Moving Comics），是一部1911年的无声动画短片，由美国漫画家温瑟·麦凯创作。本片是麦凯创作的首部动画片，也是世界电影史上最早的动画电影之一，其中包含有麦凯漫画作品《小尼莫梦乡历险记》中的角色。所采用的人物动画表现手段与其他早期动画师有明显区别。
麦凯从儿子带回家的手翻書中受到启发，看到了动画电影的潜力。他自称是动画片的首创者，但实际上詹姆斯·斯图尔特·布莱克顿和埃米尔·科尔都比他更早涉足这一领域。这一短片共用了4000幅绘制在米紙上的图画，再在布莱克顿的监督下由维塔格拉夫制片厂拍摄完成。整个动画部分长度约为4分钟，麦凯为此还和一群同僚打赌。这4分钟的内容包含有多个角色，有学者认为这些角色之间存在显著的种族阶级差异。
《小尼莫》于1911年4月8日开始在电影院上映，4天后，麦凯开始将影片作为自己杂耍表演的一部分。获得良好的回应后，他把起初的黑白片全部手工上色。影片的成功还促使麦凯继续在动画上投入更多的时间，之后分别推出了《蚊子是怎么生活的》、《恐龙葛蒂》和《卢西塔尼亚号的沉没》。

## 背景
温瑟·麦凯（1867到1871年间的某一年出生，1934年逝世）是一位多产的商业艺术家和漫画家，他于1904年开始在报纸上刊载漫画《罗彼特·芬德的梦》，1905年开始连载的《小尼莫》是他的代表作。1906年，麦凯开始从事杂耍表演，在观众面前现场表演粉笔独角戏。
一次，儿子罗伯特（Robert）带了一本手翻書回家，麦凯受到这本书的启发，“看到了（将他的漫画）制作成动画的可能性”。他这时还只有40出头，声称自己是“世界上首位制作动画片的人”，不过这一论断实际上是错误的，因为在他以前已经有另一位美国人詹姆斯·斯图尔特·布莱克顿和法国人埃米尔·科尔（Émile Cohl）有过类似的作品。1900年，布莱克顿制作了《奇幻的图画》（The Enchanted Drawing），这是部表现艺术家同画架上的画互动的把戏电影。1906年，布莱克顿又使用粉笔绘制了动画片《一张滑稽面孔的幽默姿态》（Humorous Phases of Funny Faces），再于1907年使用定格动画技术制作了电影《闹鬼的旅馆》（The Haunted Hotel）中的一个动画镜头。科尔1908年的《幻影集》（Fantasmagorie）是一部梦幻般的非叙事性作品，镜头中的角色和场景不停地变幻形状。科尔的影片于1909年首次在美国发行，麦凯也正是这一年表示自己开始对动画产生兴趣。据他的传记作者约翰·凯恩梅克（John Canemaker）记载，麦凯将布莱克顿作品中的互动性和科尔影片中的抽象性一起融合到自己的作品中。《小尼莫》与布莱克顿的《一张滑稽面孔的幽默姿态》和科尔的《闹鬼的旅馆》一样，都有艺术家和动画互动的内容，画面中出现了艺术家绘制图像的镜头。

### 小尼莫
1905年10月，《小尼莫梦乡历险记》开始以全页周日漫画形式在《纽约先驱报》（New York Herald）连载，许多评论中都认为这是麦凯的杰作。其中的主角是一位孩童，外貌上和麦凯的儿子罗伯特相像，漫画中主要描述主角各个神话般的梦境，一直到最后一幕他苏醒时中断。麦凯对于漫画的页面格局、时序和节奏、画面的尺寸和形状、角度、架构及其它细节进行了反复的试验。

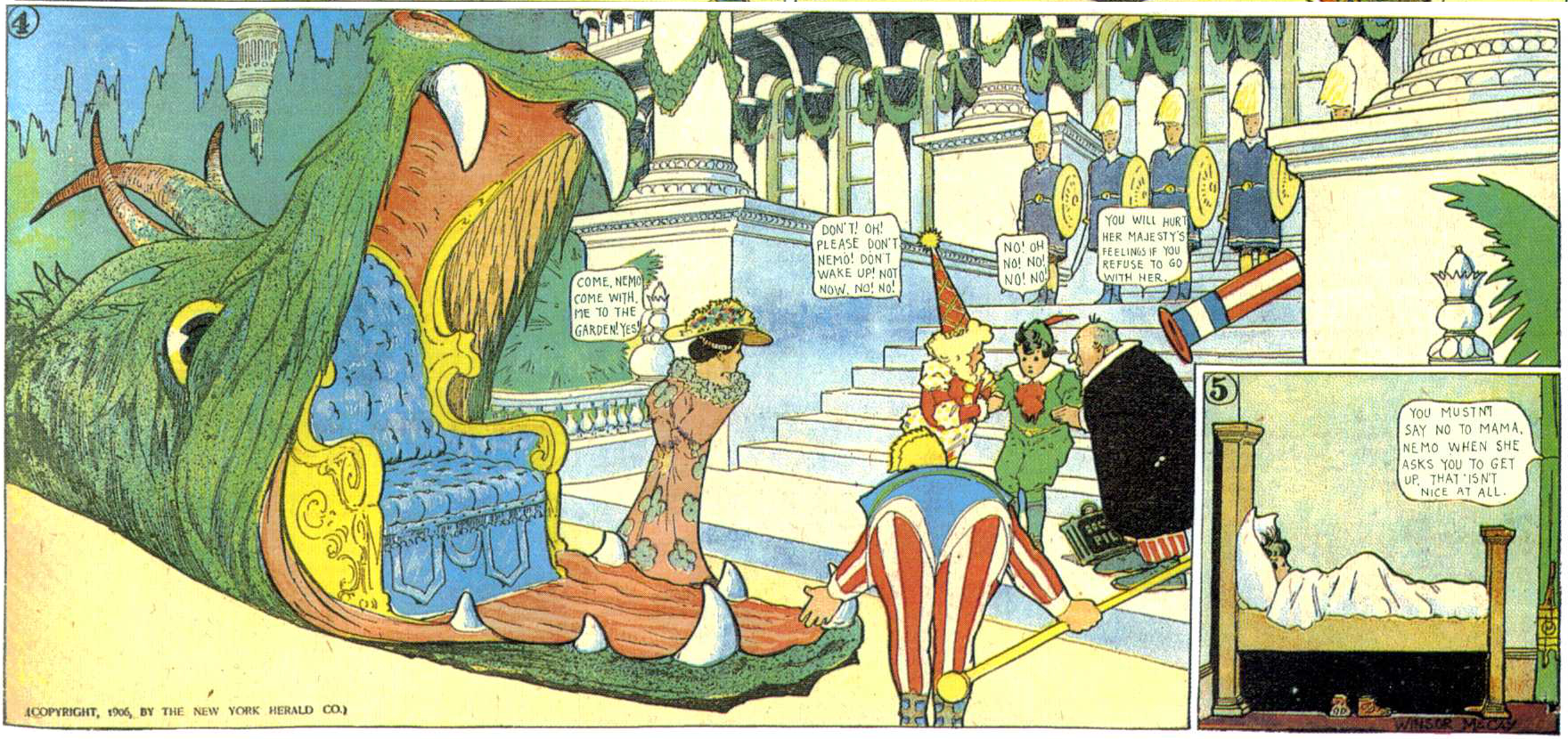
许多评论中认为漫画《小尼莫梦乡历险记》是麦凯的大师之作，上图为1906年7月22日的一页漫画。

这部漫画之后出现了多部改编作品。1907年，由维克多·赫伯特（Victor Herbert）作曲、哈里·B·史密斯（Harry B. Smith）作词的舞台节目《小尼莫》耗资达到10万美元（1907年美元，相当于2025年的337萬美元），演出获得全场爆满。1989年，美日合拍的长片电影《小尼莫梦乡历险记》上映，雷·布莱伯利、克里斯·哥伦布和尚·吉罗都参加了制作。1990年的横向卷轴平台电子游戏《梦之勇士》则是根据1989年的电影改编。

## 简介
作为“《纽约先驱报》的著名漫画家”和“首位试图画出能够活动图片的艺术家”，麦凯与一群同僚坐在餐厅里，这其中包括漫画家乔治·麦克马纳斯（George McManus）、男演员约翰·邦尼和出版商尤金··布鲁斯特（Eugene V. Brewster）。麦凯与众人打赌，称自己能够在一个月的时间里画出4000张能动的图画。他人对此报以大笑，觉得他肯定是喝多了，不然就是疯了。麦凯于是到工作室里工作，指挥其他工人搬动一捆捆的纸和多桶墨水。一个月后，他把同僚们齐聚到一台电影放映机前，然后迅速将《小尼莫》连环漫画中的角色勾画出来。
麦凯把绘有角色的图像翻转后放在镜头前的一条木制插槽内，人物的头部上方出现了“看我动”（Watch me move）的字样，然后这个角色就开始一边抽着雪茄一边打手势。一些图块从天上掉下来，然后自动组成另一个角色。两个人物的形象变得扭曲，然后消失，再又重新出现。接下来经过一段神奇的变化，小尼莫的形象出现在镜头中。尼莫阻止了两人的争斗，并且控制了他们的形象——只需抬起或放下自己的手就可以把另外两个角色拉长或压扁。尼莫画出一位公主并让她活了过来，旁边突然开出了一朵玫瑰，还出现了一头巨大的龙，尼莫将玫瑰摘下送给公主，然后两人一起走进龙的嘴里，坐在其中的王座上，然后在龙带着他们离开的同时向观众挥手致意。
另外两个角色试图乘一辆很破旧的车追上那条龙，但汽车爆炸了，两人飞得无影无踪。一位菲尔医生（Doctor Pill）前来帮忙，但却找不到任何人，直到另外两人从天上掉下来摔在他的身上。两人试着帮大夫站稳，画面就在这里中止。镜头前的画面缩小并显示出序列号“No. 4000”，表示这正是第4000张图像，还可以看到握住这幅图像的一个拇指。

## 制作
到1910年末，麦凯已经为影片的动画部分完成了4000张米紙的图画，每张都标有一个序列号，顶角上还会做好标识用于对花。这些图画还装在纸板卡片里方便处理和拍摄。拍摄前，麦凯使用了一台61×30×51厘米规格的手摇式电影放映机进行测试，确保动画是流畅的。实际的拍摄工作是在布莱克顿的监督下由维塔格拉夫制片厂完成。整部影片的动画部分长度约为4分钟。

## 风格

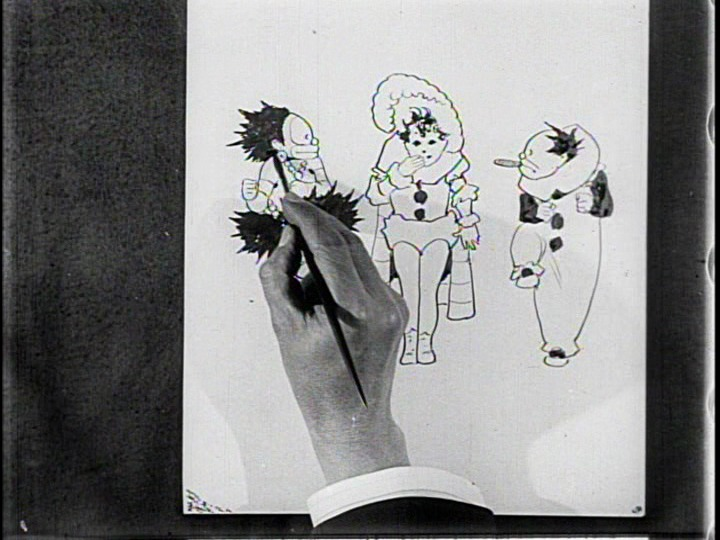
温瑟·麦凯画出《小尼莫》中的三个角色。

麦凯在动画片中采用的绘画风格与他的漫画类似，都有显著的新艺术运动倾向。《小尼莫》中对人物动画的表现与布莱克顿和科尔的作品有所区别，1914年的《恐龙葛蒂》则是他第一部拥有背景画面的作品。而通过龙渐远直至消失等场景，麦凯展现出他对线性透视技巧的掌握。
影片获得的正面反响促使麦凯将原本黑白片的35毫米胶片逐张上色。尼莫和公主所乘坐的龙最初出现在1906年中期的3期《小尼莫梦乡历险记》中。
学者马克·温尼克（Mark Winokur）指出，《小尼莫》的漫画和动画片中都存在种族阶层。尼莫是盎格魯-撒克遜人，作品将他描述得“最有人情味”；另一个角色菲利浦（Flip）则是爱尔兰人，是一个吟游诗人，片中对其形象略有嘲讽。还有一个角色是非洲人，而且是哑巴，作品中对其嘲讽最为严重。尼莫位为这一种族层次结构的顶端，他明显拥有超过其他角色的能力，可以用魔法将另外两人任意地扭曲。

## 反响和影响
1911年4月8日，影片通过维塔格拉夫制片厂在剧院首次亮相。麦凯从4月12日开始将短片作为自己杂耍表演的一部分。《小尼莫》受到观众欢迎并得到积极评价。电影杂志《电影世界》（The Moving Picture World）称赞《小尼莫》是“一部令人钦佩的作品”，有着巨大的影响和广泛的知名度，“小尼莫已是无人不知，无人不晓”。《早间电讯报》（The Morning Telegraph）认为麦凯这一新的电影作品比他之前的漫画更加出色，并将麦凯列入其拥有最高评价的杂耍演员或表演“蓝色名单”中。1938年，建筑师克劳德·布拉格顿（Claude Bragdon）在回忆中追溯了自己看到《小尼莫》时的激动心情，称他“见证了一种新兴艺术的诞生”。尼莫还在影院上映的同一周里亮相舞台，不过麦凯推迟了他之后两部影片的影院上映时间，1912年的《蚊子是怎么生活的》和1914年的《恐龙葛蒂》都是先在他的舞台表演中上演，之后再进入电影院。
动画历史学家吉安诺伯托·本达齐（Giannalberto Bendazzi）认为，没有情节的《小尼莫》只是将一系列的图像转换成动画，这在展现动画媒体的能力上没有起到多大作用。他还认为，麦凯在下一部作品《蚊子是怎么生活的》中解决了这个问题。
麦凯使用的工作方法非常费力，动画师发明了多种方法来减少工作量，提高效率，以求满足动画电影的需要。《小尼莫》上映数年后，加拿大人拉乌尔·巴雷（Raoul Barré）的定位器和美国人厄尔·赫德（Earl Hurd）的赛璐珞技术几乎成为动画制片厂普遍采用的工作手段。1916年，麦凯也接受了赛璐珞方法，开始制作自己的第四部电影《卢西塔尼亚号的沉没》。

## 解释说明
1. ↑  不同的来源中称麦凯生于1867、1869或1871年，他的出生记录已经遗失。[1]
2. ↑  《罗彼特·芬德的梦》在1911到1913年间通过其它名称得以复兴，包括《仲夏日之梦》和《梦一场》。[2]
3. ↑  《小尼莫》1905年至1911年使用标题《小尼莫梦乡历险记》[3]，1911至1914年使用标题《美梦之地》[4][5]。

## 脚注
1. ↑  Canemaker 2005，第22頁.
2. ↑  Merkl 2007，第478頁.
3. 1 2  Canemaker 2005，第97頁.
4. ↑  Canemaker 2005，第164頁.
5. ↑  Canemaker 2005，第229頁.
6. ↑  Eagan 2010，第32頁.
7. ↑  Canemaker 2005，第131–132頁.
8. ↑  Beckerman 2003; Canemaker 2005，第157頁.
9. 1 2 3 4  Canemaker 2005，第157頁.
10. ↑  Barrier 2003，第16頁.
11. 1 2 3 4 5 6  Canemaker 2005，第160頁.
12. 1 2  Bukatman 2012，第109頁.
13. ↑  Harvey 1994，第21頁; Hubbard 2012; Sabin 1993，第134頁; Dover editors 1973，第vii頁; Canwell 2009，第19頁.
14. ↑  Crafton 1993，第97頁.
15. ↑  Harvey 1994，第21頁.
16. 1 2  Canemaker 2005，第141頁.
17. ↑  Canemaker 2005，第148頁.
18. ↑  Grant 2006，第46頁.
19. ↑  Weiss 2009，第344頁.
20. ↑  Bukatman 2012，第110頁.
21. ↑  Keil & Singer 2009，第65頁.
22. ↑  Canemaker 2005，第160–161頁.
23. 1 2 3  Canemaker 2005，第161頁.
24. 1 2 3  Bukatman 2012，第117頁.
25. ↑  Bukatman 2012，第111頁.
26. ↑  Crafton 2005，第28頁.
27. ↑  Bukatman 2012，第114頁.
28. 1 2  Canemaker 2005，第163頁.
29. ↑  Crafton 1993，第123頁.
30. ↑  Winokur 2012，第58, 63頁.
31. ↑  Bragdon 1938，第49頁; Canemaker 2005，第163頁.
32. ↑  Barrier 2003，第10頁.
33. ↑  Bendazzi 1994，第16頁.
34. ↑  Barrier 2003，第10–14頁.
35. ↑  Canemaker 2005，第188, 193頁.